# Ласки
Ласки́ — село в Україні, у Народицькій селищній територіальній громаді Коростенського району Житомирської області. Населення становить 479 осіб.

## Історія

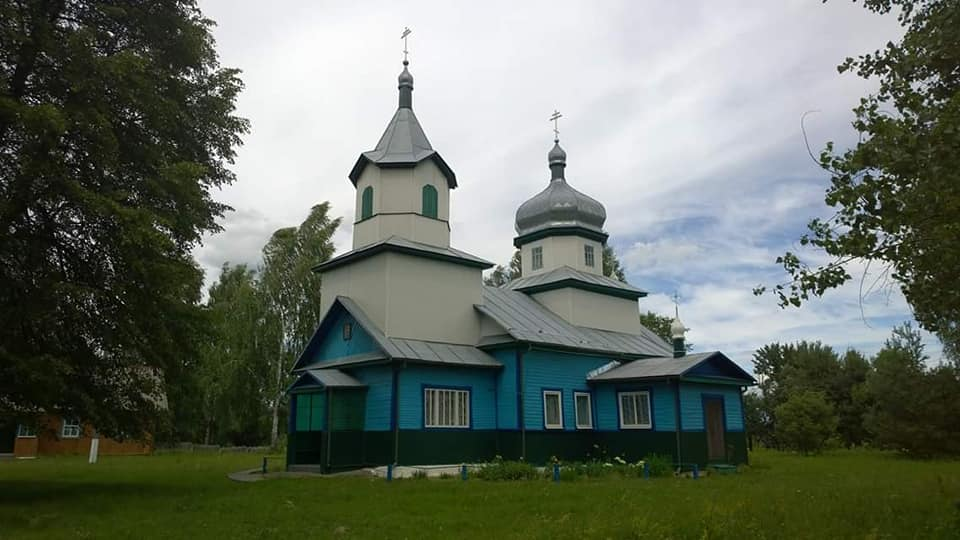
Церква Св. Трійці в Ласках 1779 р збудована Трипольськими, перебудована у 19 столітті

Вперше згадане у акті 1545 року. 1779 року у селі було споруджено церкву Св. Трійці коштом поміщиці Трипольської. Ця церква, дещо перебудована у 19 столітті, існує і зараз.
Станом на 1885 рік у колишньому власницькому селі Народицької волості Овруцького повіту Волинської губернії мешкало 890 осіб, налічувалось 142 дворових господарства, існували православна церква, школа та постоялий будинок.
За переписом 1897 року кількість мешканців зросла до 1197 осіб (586 чоловічої статі та 611 — жіночої), з яких 1159 — православної віри.
Назва села походить від прізвища їх перших власників, шляхецької родини Ласків гербу Леліва.Тут було їх родинне гніздо. Окрім того, їм також належали землі в Київщині та на Волині. Польській дослідник садиб Роман Афтаназій стверджує, що останній представник цього роду по чоловічій лінії Василь Ласка (у польській історичній літературі це прізвище пишеться як Ласко), дідич на Ласках, Вороновиці та Степанівки, записав своїй дружині Катерині Шишко-Ставецькій 10 000 флоренів. Помер Василь бездітним, а його вдова, згідно її заповіту 1670 року, передала родинний маєток племіннику Олександру Трипольському гербу Гоздава. Згідно іншим історичним джерелам в цей час селом володіли й інші землевласники, що означає про розподіл села між декількома власниками.
У працях відомого волинського краєзнавця М. Теодоровича, який використовував документи Архива Юго-Западной России, довідаємося, що перша писемна згадка цього поселення датується 1545 роком, в описі Овруцького замку. В той час вони належали зем'янину Івану Олехновичу: «Ивана Олехновича село Ласки, выслуга, дымов осемь, а служб осемь, дани не дают, одно толоки служать…»
У 1599—1600 р.р., згідно Книзі Київського підкоморського суду, маєток був поділений між родиною Ласків: київським возним Кузьмою Ласко, брацлавський підсудком Михайлом і його синами Богданом та Федором, а також родиною Якуба Медушовського у складі його прийомних синів Андрія та Василя Федоровичів Ласків.
У 1628 році як власники села згадуються підстолій вінницький Михайло Ласка та Андрій Ласка з Адамом Маркевичем. У 1641 р.частину маєтку у Ласків купує Федір Трипольській, друга частина залишилась у Маркевичів. У 1678 році ця частина маєтку належала мстиславському земському судді Стефану Воронецькому-Маркевичу, який скаржився до гродського суду на шляхтича Єжи-Кароля Мількевича. Той силою заволодів маєтками Воронецького: Ласками, Жеревом, Давидками та Болотницею та знущався над його селянами.
Не мав спокій і друга частина маєтку яка належала Трипольськім. У 1687 році зазнав збройного наїзду маєток київського підстолія Стефана Трипольського. Збройний загін родини Радзимінських(Мартина, його дружини Теофіли з Ласків та їх сина Костянтина) та найнятих козаків увірвалися у двір Трипольськіх в Ласках, пограбували його та познущалися над родиною управляючого Олександра Занкевича, мотивуючи це тим, що вони(Ласки) є справжніми дідичами села.
Взагалі, кінець 17 століття виявився дуже не спокійним та напруженим в історії села. У 1696 р.сталася збройна сутичка між козацьким загоном полковника Барабаша та польським загоном панцирної хоругви Калинського, в ході якої останні вибили козаків з Ласок. В акті гродського суду під 1699 роком знов згадуються Ласки у скарзі їх власників київського мечника Івана та Остафія Трипольськіх на овруцького підстолія Федора Павшу, який силоміць заволодів частиною їх села.
Останній раз маєток зазнав збройного нападу у 1750 році під час гайдамацьких заворушень. Маєток в той належав київському земському підчашому Матвію Трипольському.
У 1779 році власниця села з цієї ж родини будує за власні кошти дерев'яний храм Святої Трійці. П'ять років пізніше вона надає цій церкві землю та ерекцію, згідно якій церковне зерно без будь яких обмежень та черг можно було помолотити в місцевих млинах. Більш того, церковні селяни навіть звільнялися від кріпацтва, щоправда, ця ерекція була порушена наступними поміщиками.
На межі 18 та 19 століть Ласки як посаг перейшли до родини Рудницьких гербу Ястшембец, яким більше століття належала садиба.
Останнім власником садиби був Валерій Рудницький (1888—1962), син Леопольда та Барбари з Демчинських. Це була дуже освічена людина. Закінчив Київський університет юридичного факультету, у 1911—1919 роках працював адвокатом. У 1918—1919 р.р.займав посаду віце-міністра польських справ в українському уряді Центральної Ради. Ще у 1916 році він розпочав свою акторську діяльність в Києві, яку продовжив вже після еміграції до Польщі. Був директором польського театру. Його першою дружиною була Ірена Заремба, з якою розлучився в Польщі, а другою дружиною стала відома польська акторка, танцюристка та співачка Ханна Руновецька, більш відома під псевдонімом Janina Halina (1906—1982).
Дерев'яна садиба була побудована на початку 19 століття останніми Трипольськими або, найбільш вирогідніше, першими Рудницькими. В 2-ій половині 19 століття садиба була модернізована. Були розширені вікна на бічних крилах будинку а також перебудовані внутрішні приміщення. Житлові кімнати знаходилися в правому крилі садиби а велика бальна зала розміщувалася на лівому крилі і займала 1/4 площі будинку. Слугувала вона також місцем зібрань шляхти Овруцького повіту.
На жаль, садиба Рудницьких не збереглася до нашого часу. Вона була пограбована та спалена ще у 1918 році. Тепер на цьому місці приватні земельні ділянки селян.

## Відомі особистості
- Мялкін Ярослав Сергійович — солдат Збройних сил України, учасник російсько-української війни 2014—2015
- Онопрієнко Анатолій Юрійович — серійний та масовий вбивця.